# カディロフツィ
カディロフツィ (ロシア語: Кадыровцы, tr. Kadyrovcy) はチェチェン共和国首長であるラムザン・カディロフの私兵で、チェチェンを事実上統治する準軍事組織。ロシア国家親衛隊隷下のチェチェン人部隊に配属されている。

## 概要

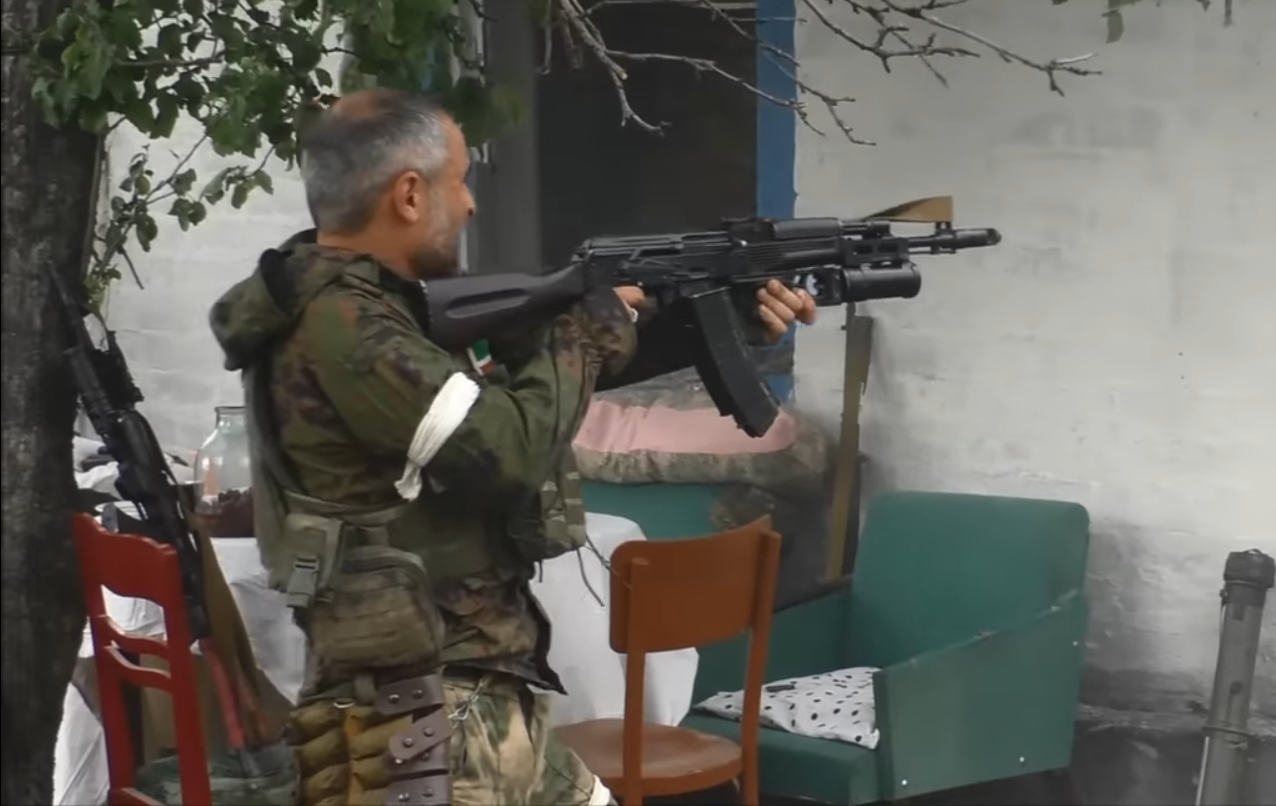
カディロフツィ(2022年)

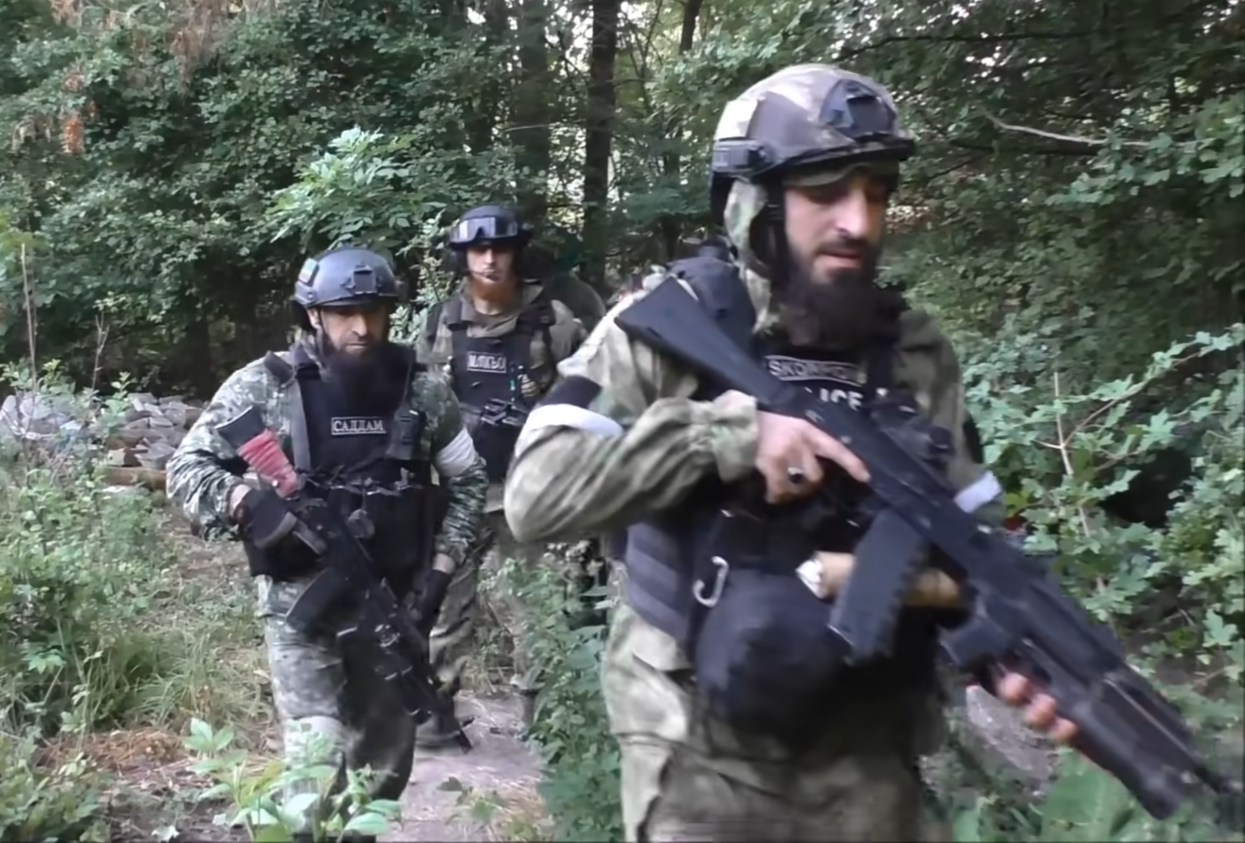
FASTタイプのヘルメットを被るカディロフツィ(2022年)

1994年にチェチェンの独立派武装組織として誕生した。アフマド・カディロフの下で第一次チェチェン紛争でロシア軍と戦ったが、1999年の第二次チェチェン紛争においてアフマドはロシア側に亡命。2000年にチェチェン大統領に就任した後、チェチェン・イチケリア共和国の分離主義者やイスラム過激派との戦いを始めた。アフマドは2004年に暗殺され、民兵の指揮は彼の息子であるラムザン・カディロフに引き継がれた。
規模は2万人超であり、2016年に国家親衛隊に移管される以前はロシア内務省の統制下にあった。現在、カディロフツィは第141連隊として存在するが、チェチェン油田を護衛する石油連隊やOMON（チェチェン共和国OMON）、SOBR（チェチェン共和国SOBR）のようなスペツナズのメンバーもカディロフツィから選抜された。

### 民兵
ロシア側に転向したアフマド・カディロフとカディロフツィ達はロシアのためにアスラン・マスハドフ政権軍などと戦った。この頃のカディロフツィはアフマドの私的な警護部隊に過ぎず、アフマド同様ロシア側の恩赦を求めた元独立派によって構成されていた。また、当時の指揮官はアフマドの側近であるモブラディ・バイサロフだった。
アフマドの大統領就任に伴い、カディロフツィはOMONをはじめチェチェンの治安機関を掌握。反カディロフ派のOMON指揮官ムサ・ガジマゴマドフが「奇妙な状況」の事故死をし、カディロフツィのルスラン・アルハノフが新たな指揮官となった。

### 合法化
アフマドが暗殺されると、彼の保護を担当したカディロフツィは名目上の解散を経てロシア国内軍のセーヴェル大隊およびユーク大隊に編入される形で実質的に合法化され、カディロフツィの副司令官だったラムザンが再び指揮を取った。また、これらの部隊には装甲車が配備されるなど機械化がなされた。
その後、カディロフ氏族は分離主義者と戦うだけでなく、2006年にラムザンと対立したバイサロフをモスクワで暗殺し、ロシア軍内にいた他の氏族による部隊に圧力をかけ解散させるなどしてチェチェン内の軍事力を独占するようになった。
2009年、セーヴェル大隊を基に第141特殊自動車化連隊が編成され、2016年にはロシア国家親衛隊に編入された。
その後、一部のカディロフツィはシリア内戦に参戦。また、ドンバス戦争ではカディロフツィで編成された「死の大隊」やヴォストーク大隊が親ロシア勢力のため活動した。

### ウクライナ侵攻
2022年2月のロシアによるウクライナ侵攻に際し、第141連隊がキーウ近郊のホストーメリ空港攻撃に参加したがウクライナ軍の反撃により殲滅され、司令官マゴメド・トゥシャエフも戦死したと報じられたが、のちに否定の報が出た。ウォロディミル・ゼレンスキー大統領暗殺計画や、ザポリージャ原子力発電所侵攻に関わったという情報もある。
第141連隊などカディロフツィ系の部隊はソーシャルメディアを用いた宣伝活動を積極的に行っているが、これに関しては「TikTok大隊」と揶揄する声もある。
2022年、ラムザンは「北アフマート大隊」「南アフマート大隊」「西アフマート大隊」「東アフマート大隊」というチェチェン人部隊を新設、ウクライナ侵攻に動員したことを発表した。

## 人権問題
カディロフツィは戦間期に犯罪をしたことがある者がかなり多いことが指摘されており、チェチェンで活動する人権活動家は、このグループがカディロフの藩閥支配を強固にするために殺人、拷問、誘拐に深く関わっていると述べている。さらにはそれらの残虐行為に加えて強盗、多額の身代金請求など金銭目的の犯罪もしていた。
また、ウクライナ侵攻時にはブチャの虐殺に関与したとされるなど、戦争犯罪を行っているという。